# Indri indri
Genre
Espèce
Statut de conservation UICN

 CR A3cd : 
En danger critique
Statut CITES

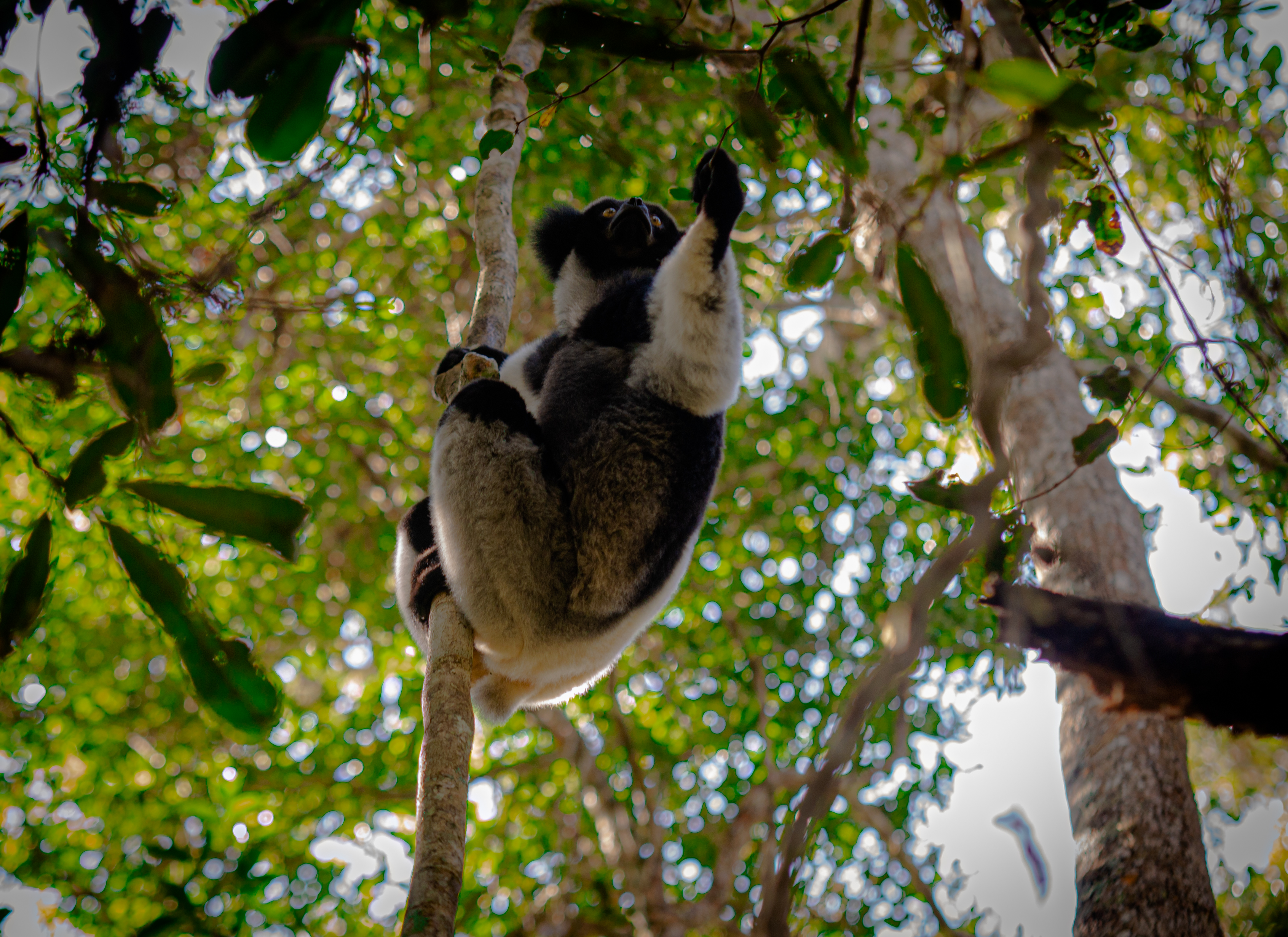
Indri indri d'Andasibe Parc

L’Indri, aussi appelé Babakoto, est une espèce de primates lémuriformes appartenant à la famille des Indriidés.
Avec le propithèque à diadème, l’indri a le titre de plus grand lémurien vivant. Il est diurne, arboricole et, comme tous les lémuriens, endémique de l’est de Madagascar. Il a un pelage noir et blanc et se maintient droit lorsqu’il grimpe ou se suspend aux branches des arbres de la forêt tropicale humide.
C’est un animal monogame qui vit en groupe familial de quelques individus (le plus souvent les deux parents et leur progéniture). Il se déplace dans la canopée pour s'y nourrir principalement de feuilles, de fruits et de graines. Les différents groupes marquent leur présence, particulièrement en début de journée, par de longs cris ou chants extrêmement puissants pouvant s'entendre à 4 km à la ronde. Ces chants donnent des informations sur le territoire, ainsi que sur l'âge, le sexe et la capacité de reproduction des émetteurs.
L’indri est au centre de nombreux mythes et légendes malgaches qui, autrefois, contribuaient à la protection de l’espèce. Depuis 2012 l’indri est classé comme espèce en danger critique d’extinction.

## Étymologie
Le nom « indri » vient probablement du nom de l’animal en malgache ancien, endrina. Une alternative, moins probable, est que le nom viendrait du mot malgache indry qui signifie « là-bas » ou « c’est là-bas ». Selon cette version, le naturaliste français Pierre Sonnerat, qui fut le premier à décrire l’animal, aurait vu un malgache pointer l’indri du doigt en utilisant le mot indry, ce que le scientifique aurait confondu avec le nom du lémurien. Le nom malgache de l’animal est babakoto. Babakoto se traduit souvent par « ancêtre » ou « père » mais plusieurs traductions sont possibles. « Koto » est le nom malgache pour « petit garçon » et « baba » signifie « père ». Le mot « babakoto » peut donc être compris comme « père d’un petit garçon ».

## Description
Avec une taille de 64–72 cm et une masse corporelle de 5,8–7,1 kg (certains individus pouvant même atteindre jusqu’à 9 kg), l’indri est le plus grand lémurien vivant. Il peut faire 120 cm de hauteur lorsque ses jambes sont complètement étendues.
L’animal se maintient droit lorsqu’il grimpe ou se suspend aux branches des arbres. Ses jambes longues et puissantes lui permettent de sauter d’un arbre à l’autre avec aisance. Il a de grands yeux verdâtres et un visage noir entouré par des oreilles rondes et pelucheuses. Contrairement aux autres lémuriens, il n'a qu'un moignon de queue (3 cm au plus). Son pelage est souvent noir et blanc (ventre, cuisses et bras blancs, dos, tête et extrémités des membres noirs).
Il semble y avoir une tendance régionale concernant la quantité de fourrure blanche et noire sur le pelage de l’indri : les populations plus au nord sont plus foncées ou complètement noires alors que les populations plus au sud ont une fourrure plus claire. Le visage de l’animal est nu et noir, mais il est parfois bordé de fourrure blanche.
En raison de ces variations de couleurs, deux sous-espèces distinctes étaient autrefois reconnues, mais de récentes recherches génétiques et morphologiques suggèrent qu’il s’agit en fait d’un cline.
Dans la Réserve Spéciale d’Analamazaotra et dans l’aire protégée d’Anjozorobe-Angavo, les mâles sont légèrement plus gros que les femelles et le motif coloré de leur pelage est légèrement différent. Ces distinctions entre mâles et femelles restent à être observées à d’autres endroits de l’aire de répartition de l’indri.

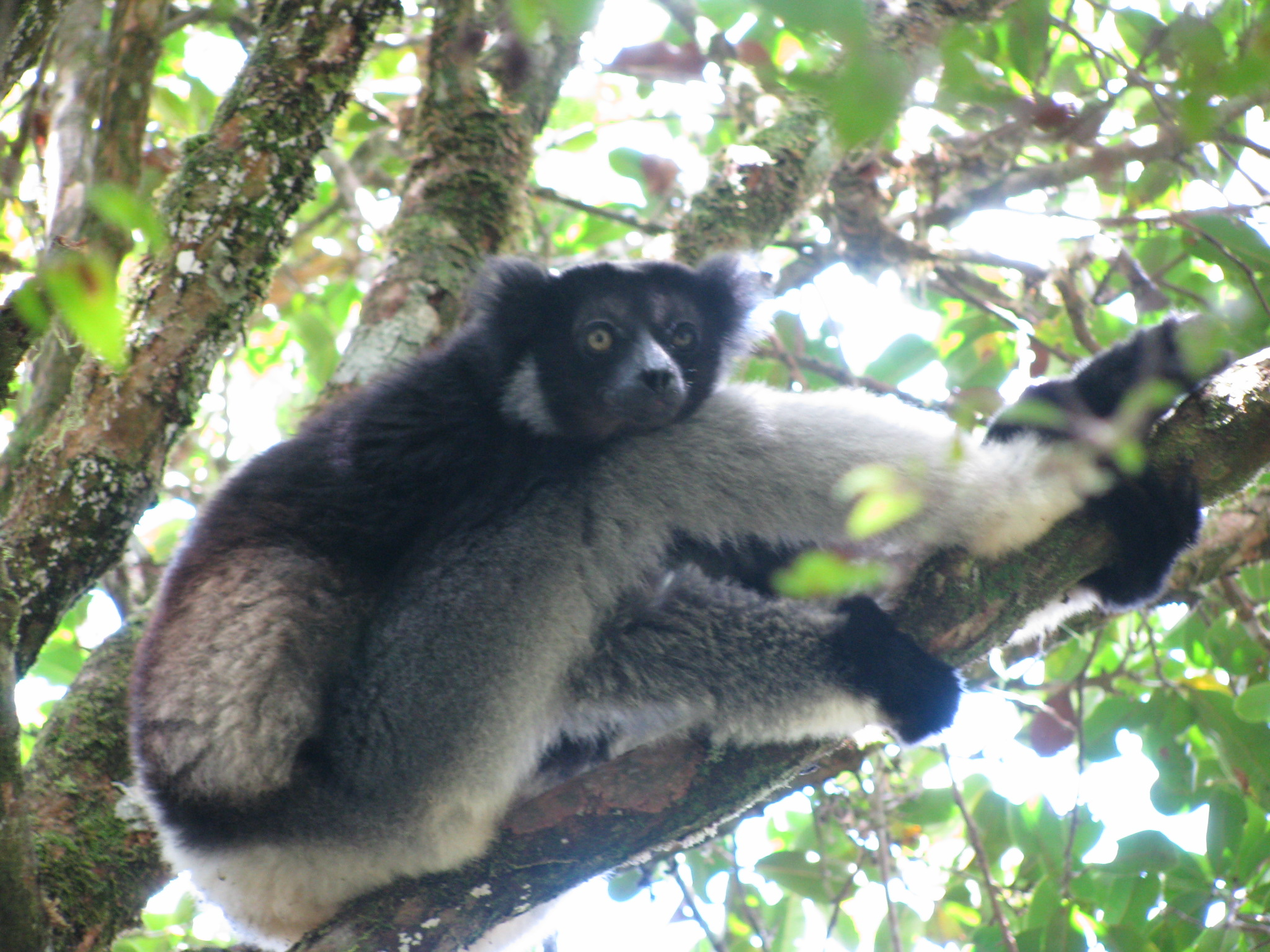
Indri.
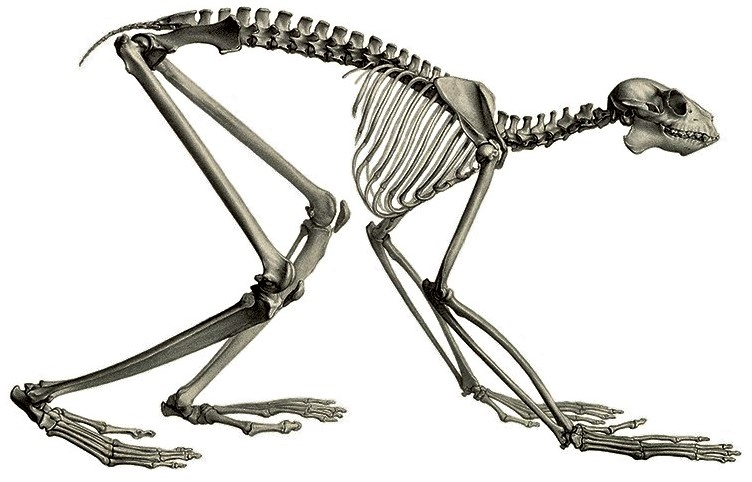
Squelette (illustration, vers 1839-1864).
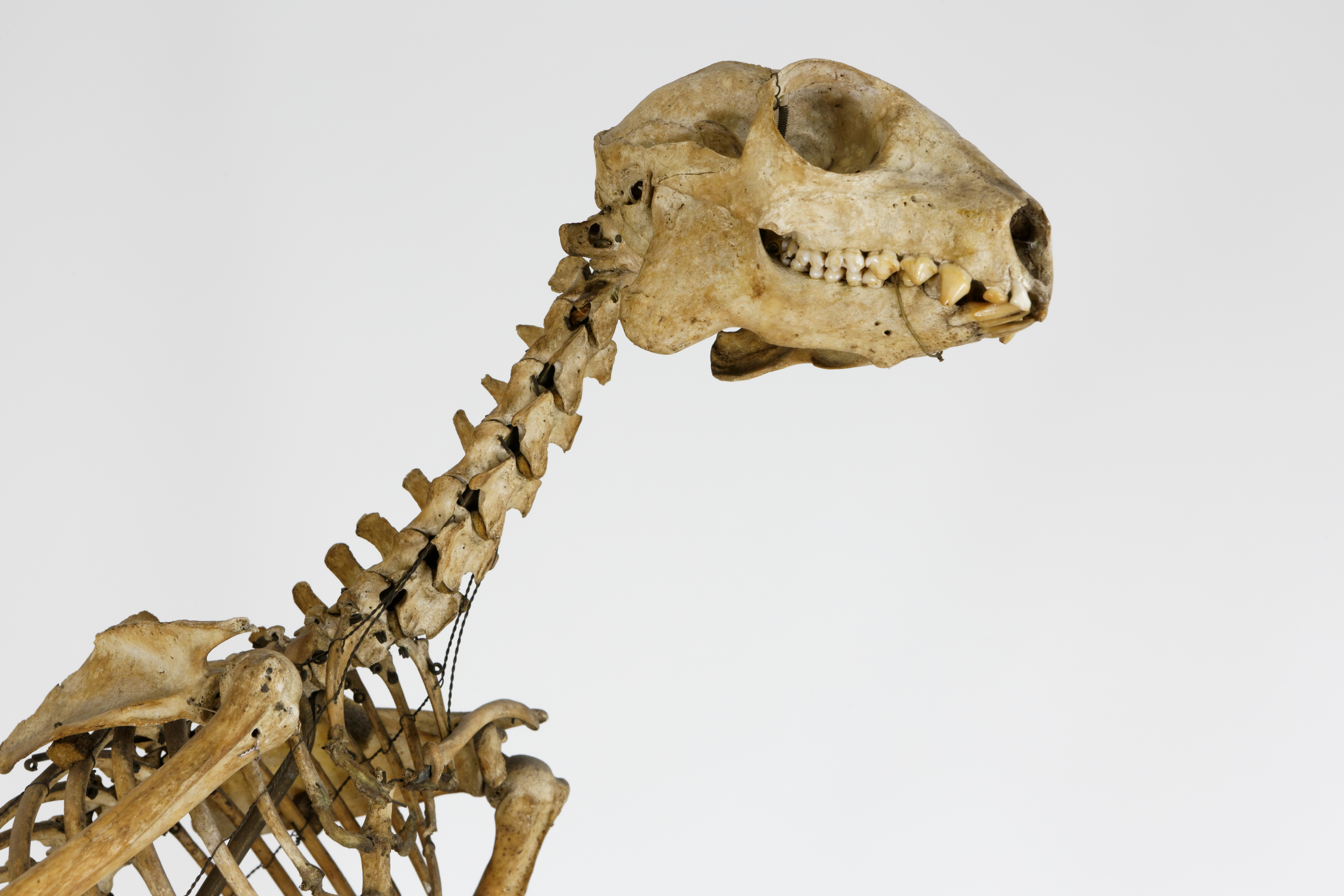
Squelette d'Indri - UPMC.
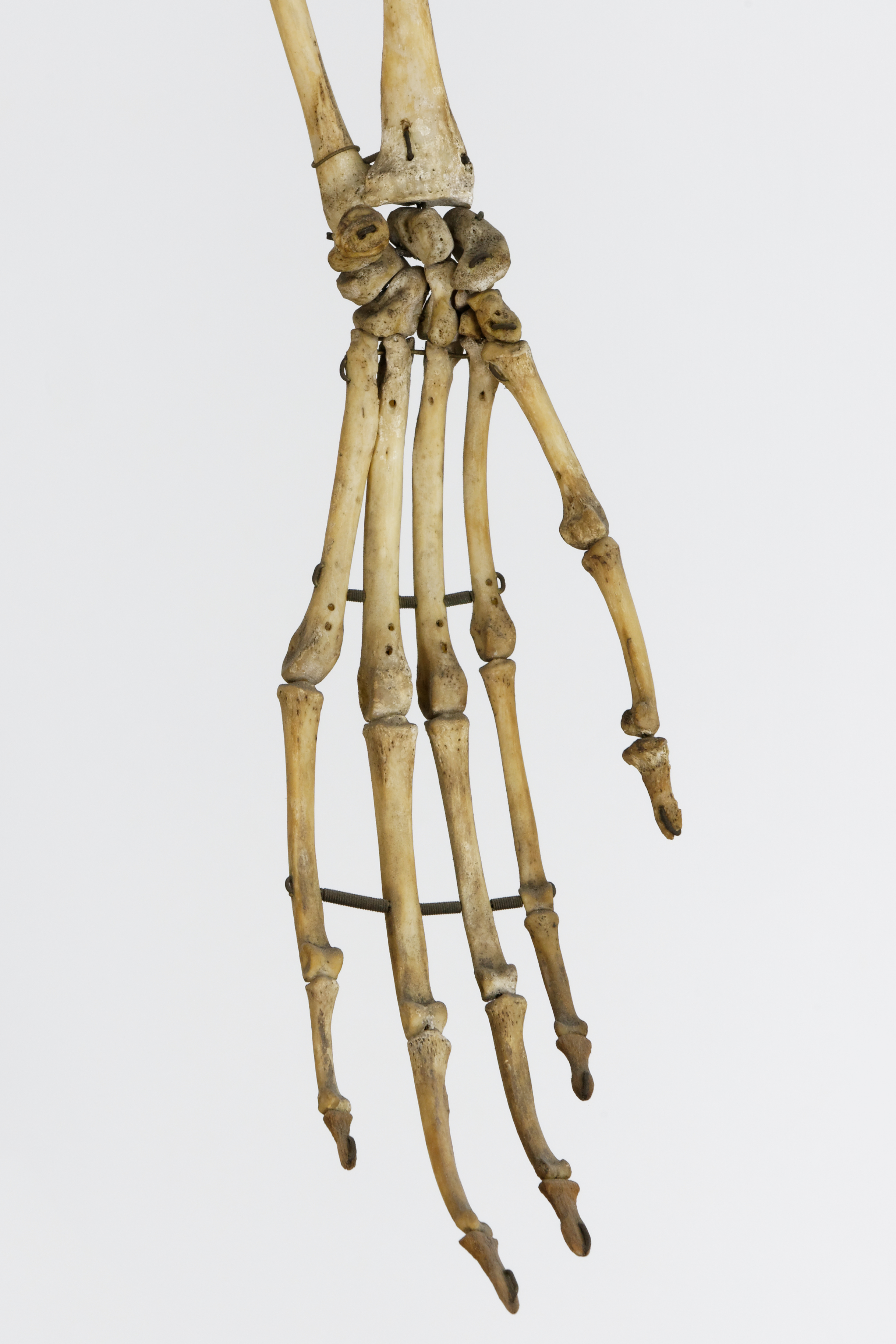
Vue détaillée d'une main - UPMC.
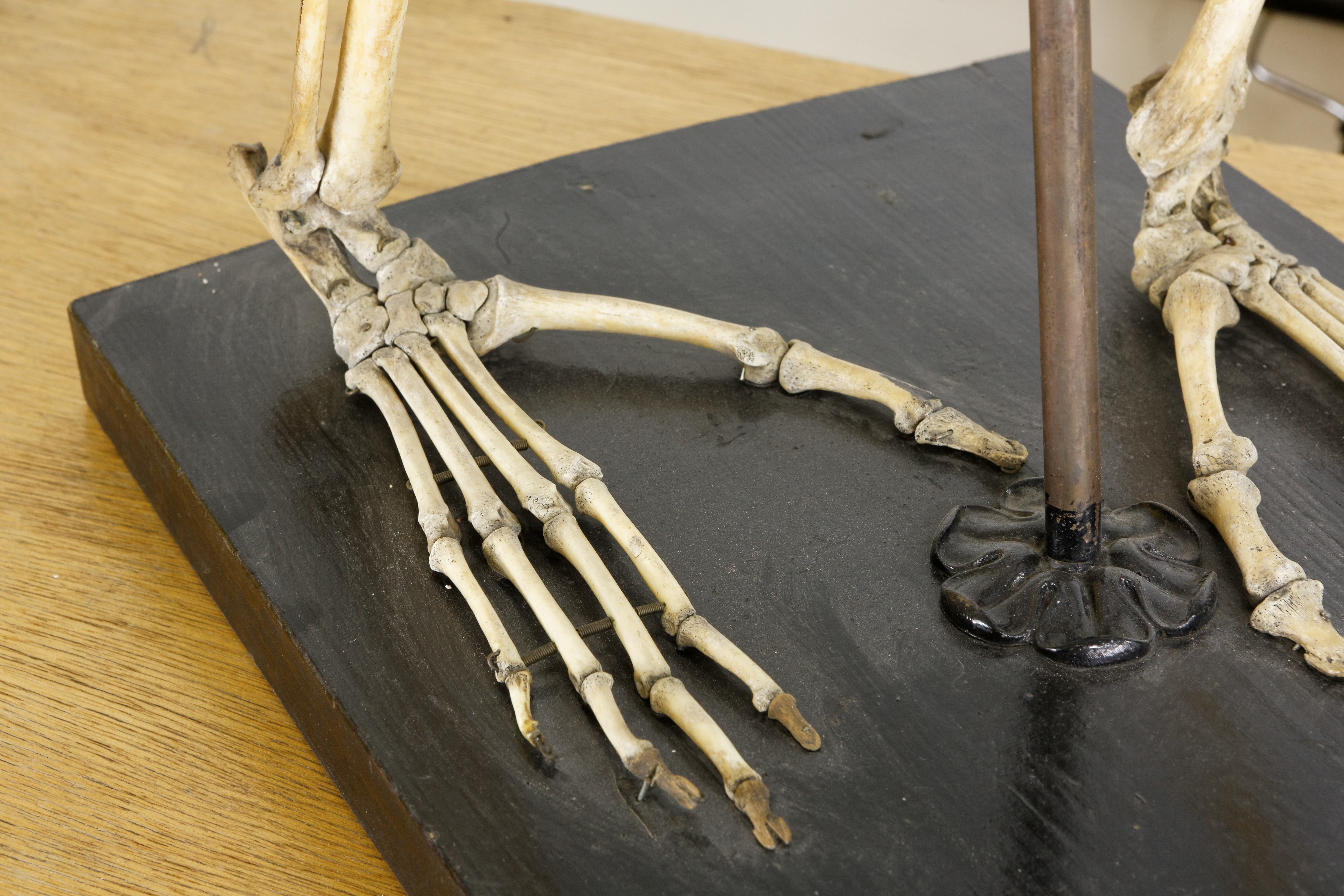
Vue détaillée d'un pied - UPMC.

## Répartition et habitat

Aire de répartition de l'indri.

L'Indri se trouve dans le nord-est et le centre-est de Madagascar, à peu près depuis la forêt protégée d’Anosibe an'ala au sud jusqu'à la Réserve Spéciale Anjanaharibe-Sud au nord.
L'espèce habite les terres humides primaires et secondaires et la forêt de montagne, ainsi que certains habitats perturbés, à 1 800 m du niveau de la mer,.
On la trouve souvent dans des habitats montagneux ou des terrains escarpés avec de nombreuses crêtes et vallées. Tous les niveaux de la canopée sont utilisés mais d’octobre à décembre les animaux ont tendance à rester dans les niveaux inférieurs pour éviter les piqûres et morsures d’insectes.
La densité de population varie généralement de 9 à 16 individus/km2, mais on estime qu'elle peut descendre à 5,2 individus/km2 dans certaines régions. L'indri peut atteindre une densité assez élevée (jusqu’à 22,9 individus/km2) s’il n’est pas chassé.
On estime que la population d’indri sur l’île de Madagascar est de 1 000–5 000 individus[Quand ?] et que ce nombre diminue rapidement. L'Indri est absent de la presqu'île de Masoala et du Parc national de Marojejy, bien que ce dernier soit présent à moins de 40 km du parc.
Avant la déforestation intensive, l’indri était beaucoup plus largement distribué. Il est même dit qu’un groupe occupait presque tous les recoins des forêts orientales de l'île. Des preuves fossiles indiquent que l’animal se retrouvait autrefois dans l'intérieur de Madagascar : jusqu’au Massif d'Itasy à l'ouest, jusqu’à Ampoza-Ankazoabo au sud-ouest et jusqu'au massif de l'Ankarana au nord.

## Comportement

### Social
L’indri a été étudié dans les forêts d’Analamazaotra (en) et près du parc national d'Andasibe-Mantadia. Il y vit en petits groupes de 2–6 individus, composés en temps normal d’un couple monogame d’adultes et de leurs petits. L’indri ne recherchera un nouveau partenaire qu’après le décès de l’ancien. Dans les habitats les plus fragmentés, les groupes ont tendance à être plus gros et composés de plusieurs générations, mais cela n’est pas toujours le cas. Par exemple, l’habitat d’un groupe fait en moyenne 18 ha dans les forêts fragmentées d’Analamazaotra mais il peut atteindre 40 ha dans les forêts les plus intactes de Mantadia. Dans la forêt de basse altitude de Betampona, l’habitat est en moyenne de 27 ha. L’indri est un animal territorial. Une grande partie de son territoire est défendu et interdit à d'autres groupes.
En général le groupe se déplace de 300 à 700 m par jour, les plus longs déplacements s’effectuant au milieu de l’été pour rechercher des fruits.
L’indri dort seul ou en couple, dans des arbres, à environ 10–30 m de hauteur. Il est fréquent pour les jeunes femelles, et parfois même les femelles adultes, de jouer à la lutte entre elles.
Les membres d’un même groupe urinent et défèquent ensemble et au même endroit.

### Alimentation

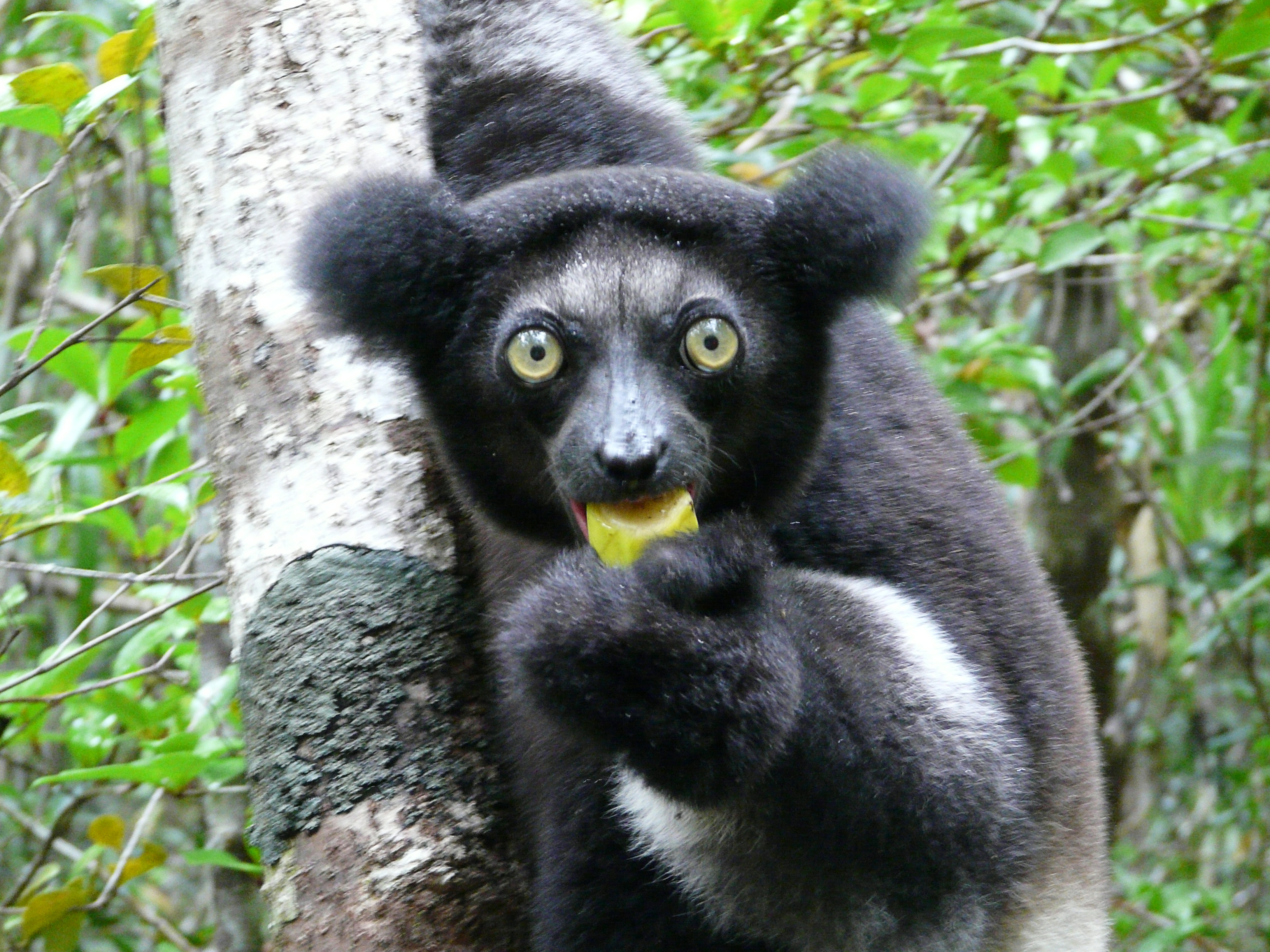

L’indri est herbivore et se nourrit principalement de feuilles immatures, accompagnées de fruits, graines, fleurs, ou encore bourgeons. Et selon la saison, il mange aussi de l'écorce. Cette nourriture est trouvée principalement dans la canopée, mais ils peuvent aussi descendre au sol pour manger. Les femelles semblent avoir une plus grande préférence pour les feuilles immatures que les mâles. Une grande variété d'espèces de plantes est consommée, mais les membres de la famille des lauracées sont particulièrement présents dans l'alimentation de l’animal. L’indri utilise ses dents pour arracher les feuilles de l’arbre et ses mains pour retirer les brindilles de sa bouche.
Les femelles reproductrices ont un accès prioritaire aux sources de nourriture et s’alimentent donc plus haut dans les arbres que les mâles.

### Communication

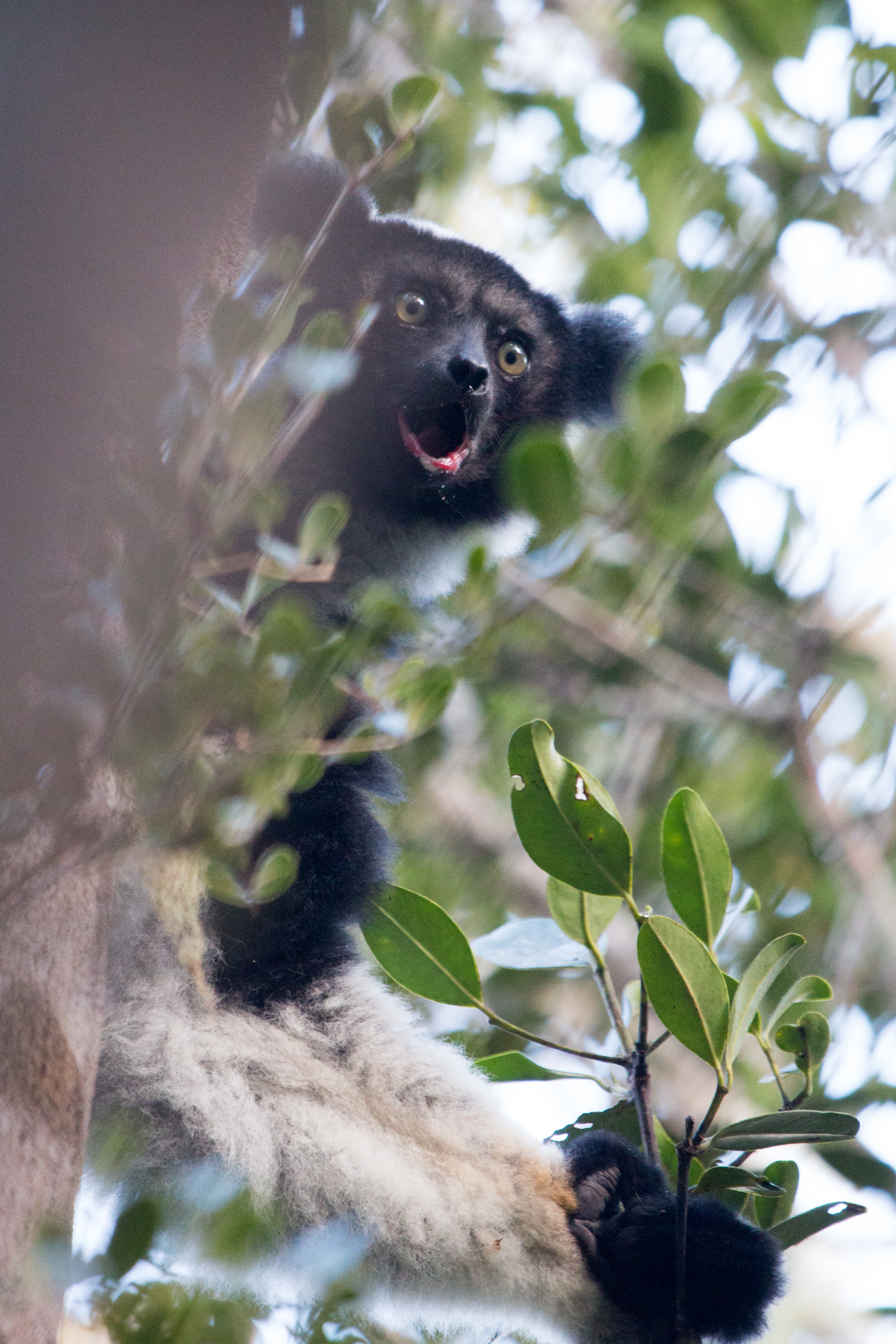
vignette|Cris de l'indri.

L'indri est célèbre pour ses chants puissants et particuliers qui peuvent durer de 45 s à plus de 3 min. La durée et la structure du chant varient d'un groupe à l'autre et même au sein d'un même groupe, mais la plupart des chants sont découpés en 3 séquences. Habituellement, une « séquence de rugissement » de plusieurs secondes va précéder les vocalisations plus caractéristiques. Tous les membres du groupe (sauf les très jeunes) participent à ce rugissement, mais la chanson proprement dite est dominée par le couple adulte. Ensuite, vient la « séquence de notes longues », caractérisée par des notes de durée allant jusqu'à 5 s. Ensuite arrive la « séquence d'expression descendante ». Les gémissements commencent sur une note élevée et deviennent progressivement plus bas. Il est courant pour deux ou plusieurs indris de coordonner le moment de leurs notes descendantes pour former un chœur.
Habituellement, les différents groupes d'indris se répondent entre eux, en chantant de manière séquentielle. En plus de renforcer les contacts entre les groupes, les chants permettent de communiquer sur les limites territoriales, les conditions environnementales, le potentiel reproductif des membres du groupe et les signaux d'avertissement. Les indris peuvent chanter après des perturbations comme l’intrusion d’un autre groupe sur le territoire, le passage d’un avion, , etc. Les chants sont plus fréquents le matin entre 7 et 11 heures. La fréquence quotidienne du chant est la plus élevée pendant la saison de reproduction.
Le « rugissement » est également utilisé comme signal d'avertissement pour les prédateurs aériens tels que les faucons. Pour augmenter la portée de son chant, l’indri monte au sommet d’un arbre, ce qui lui permet d'être entendu jusqu'à 4 km de distance,. D’autres formes de vocalisations ont été découvertes mais leurs rôles ne sont pas encore connus.

### Reproduction

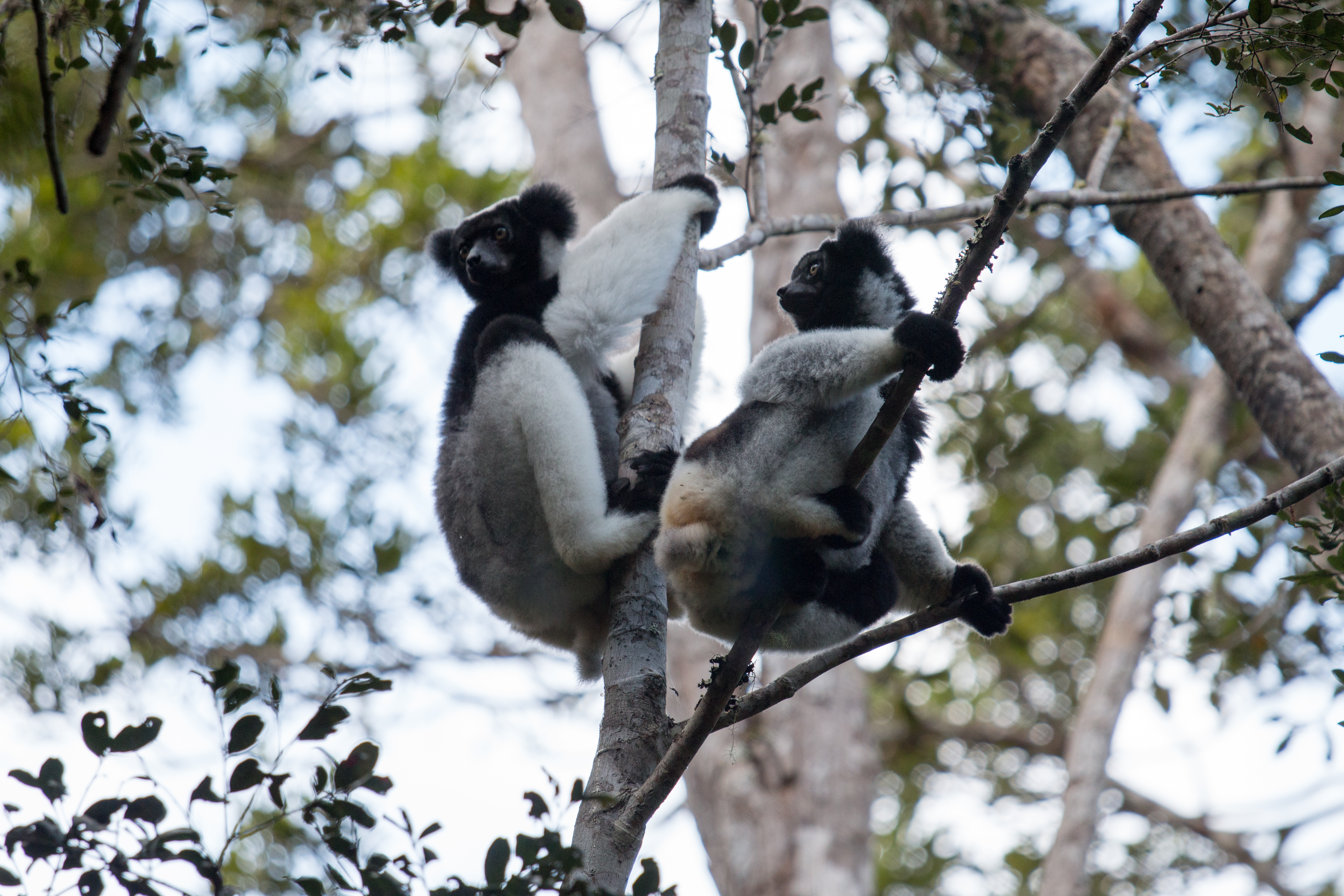

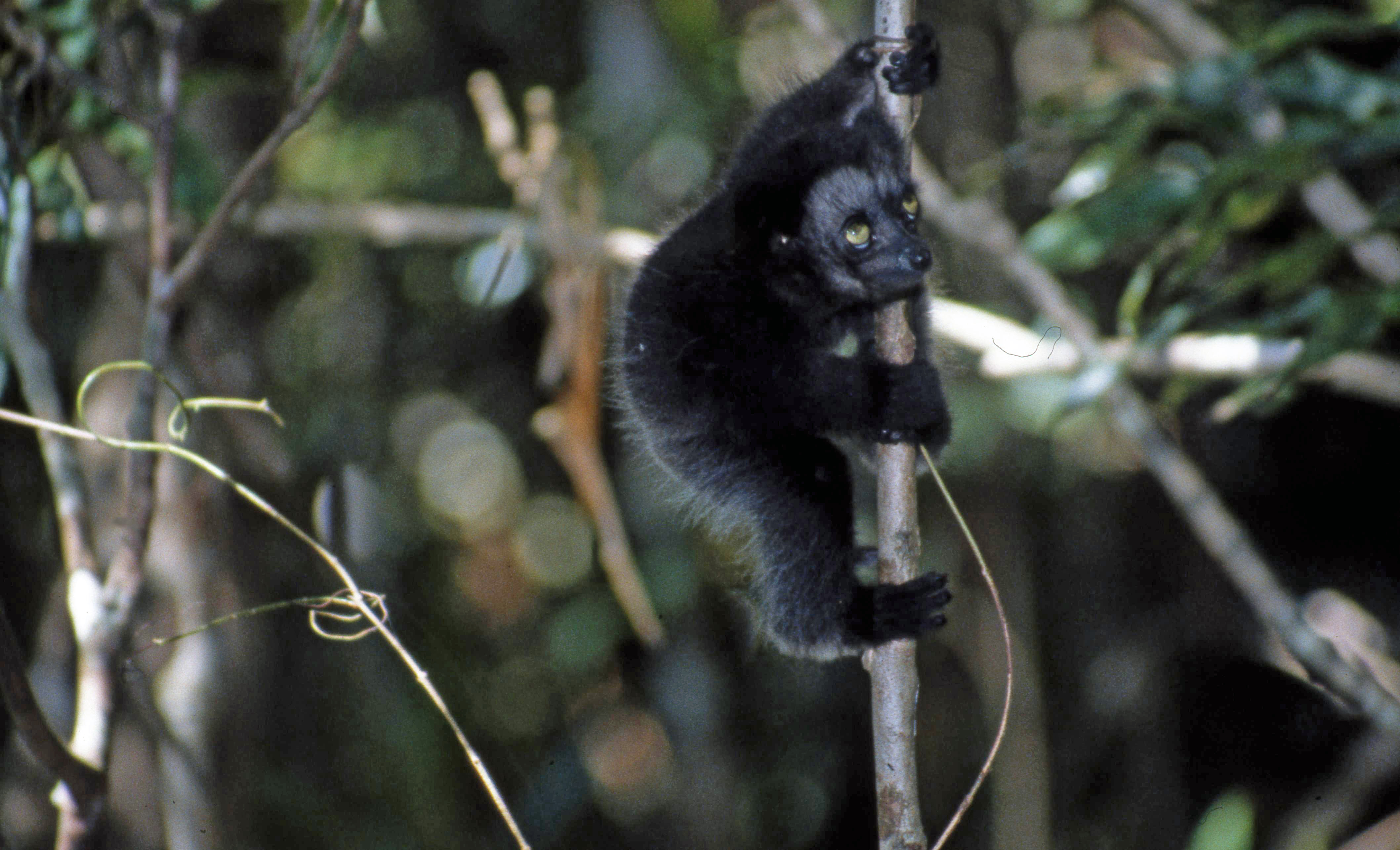
Juvénile.

L'accouplement a lieu entre décembre et mars. La femelle produit un jeune à peu près tous les deux à trois ans (un taux de reproduction très lent pour un prosimien). Les naissances se produisent habituellement en mai ou en juin (mais peuvent se produire jusqu’en août), la période de gestation étant comprise entre 120 et 150 jours. L’indri n'atteint pas la pleine maturité sexuelle avant 7–9 ans.
Même si le père aide aussi, c’est surtout la mère qui prend soin des jeunes. Les petits naissent principalement ou complètement noirs. Le pelage blanc peut apparaitre quatre ou six mois après la naissance. Le jeune s'accroche au ventre de sa mère jusqu'à l'âge de quatre ou cinq mois, puis passe sur son dos. L'indri commence à montrer des signes d'indépendance à huit mois, mais il lui faudra atteindre l’âge de deux ans au moins pour être totalement indépendant,.

## L'indri dans la culture

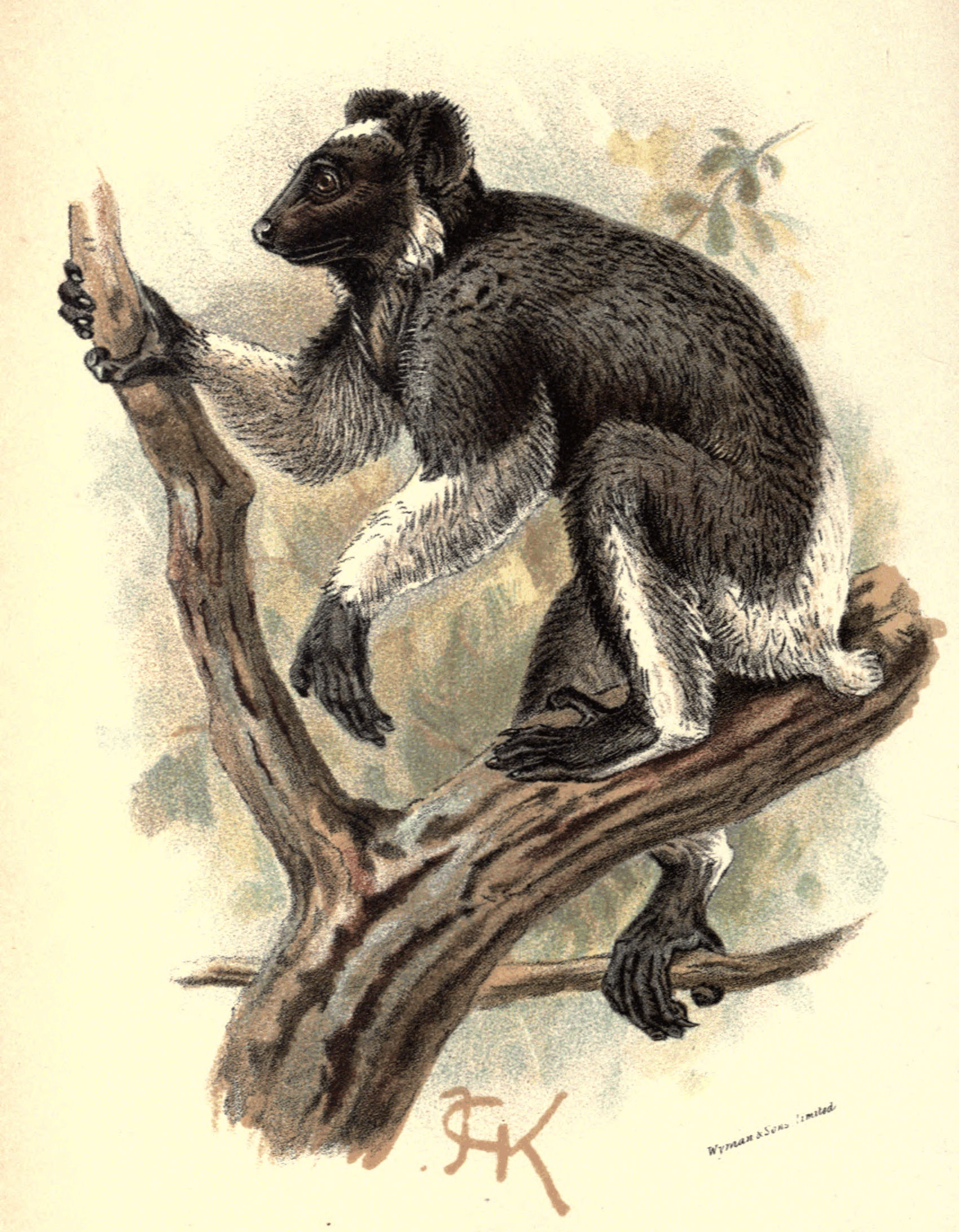

### Mythologie
À Madagascar, l'indri est vénéré et protégé par des fady (tabous). Il existe d'innombrables variantes de la légende des origines de l'indri, mais toutes le traitent comme un animal sacré qui ne doit ni être chassé ni être blessé. Selon un mythe, un garçon parti dans la forêt pour recueillir du miel a été piqué par des abeilles et est tombé d'un arbre. Un indri l'aurait attrapé et mis à l’abri.
La plupart des légendes malgaches établissent une relation étroite entre l'indri et l’être humain. Dans certaines régions, on dit qu’autrefois deux frères vivaient ensemble dans la forêt jusqu'à ce que l'un d'eux décide de partir pour cultiver la terre. Ce frère serait devenu le premier être humain, et celui resté dans la forêt serait devenu le premier indri. Les chants de l’indri exprimeraient en fait le chagrin qu’éprouve l’animal pour son frère perdu.
Une autre légende raconte qu’un homme parti chasser dans la forêt n’en revint jamais. Son absence inquiétant son fils, celui-ci décida de partir à sa recherche. Le fils ne revint pas non plus. Les autres villageois s’aventurèrent dans la forêt à leur recherche, mais ils ne découvrirent que deux grands lémuriens assis dans les arbres : le garçon et son père avaient changé pour devenir les premiers indris. Dans certaines versions, seul le fils se transforme, et les lamentations du babakoto sont les pleurs du père pour son fils perdu.
Dans tous les mythes d'origine du babakoto, il existe une certaine connexion de l’indri avec l'être humain, généralement par une ascendance commune, ses longues jambes, son grand corps droit, son absence de queue, les vocalisations et les systèmes complexes de communication rappelant des traits humains (phénomène d’anthropomorphisme).
Une autre caractéristique humaine de l'indri est son comportement vis-à-vis du Soleil. En effet, comme le sifaka, l'indri prend fréquemment des bains de Soleil. Chaque matin, il s’assoit sur une branche d'arbre et fait face au Soleil levant, avec ses jambes croisées, le dos droit, les mains basses avec les paumes tournées vers l'extérieur ou reposant sur ses genoux, et les yeux à demi fermés. Beaucoup de Malgaches pensent que l'indri vénère le Soleil.
Selon la légende, un chasseur aurait envoyé sa lance vers un Indri, celui ci l'a récupéré en plein vol et l'a renvoyé vers lui

## Menaces et conservation
L’indri est considéré comme une espèce en danger critique d’extinction. Il est l'un des dix-huit primates de Madagascar à avoir été inclus entre 2000 et 2020 dans la liste des 25 espèces de primates les plus menacées au monde (2012 ; 2018). On estime que la population d’indri sur l’île de Madagascar est de 1 000–5 000 individus[Quand ?] et que ce nombre diminue rapidement.
La principale menace qui pèse sur l’espèce est la destruction de son habitat par l'agriculture sur brûlis, la collecte de bois de chauffage, et l'exploitation forestière, et ce même dans les zones protégées.
Bien que longtemps considérés comme protégés par des « fady » locaux (tabous traditionnels), ceux-ci ne semblent pas être universels et les animaux sont maintenant chassés même dans les endroits où ces tabous tribaux existent. Dans de nombreux endroits, ces croyances traditionnelles sont en train de s'effondrer en partie à cause de l'érosion culturelle et l'immigration. Les populations locales trouvent souvent des moyens de contourner les tabous même s'ils sont encore en place. Par exemple, une personne pour qui la consommation de l'indri est interdite va s'autoriser à le chasser pour vendre sa chair à d'autres. Et ceux qui s'interdisent de le chasser acheteront cette viande. Des études récentes sur les villages de la forêt de Makira indiquent que les indris ont également été chassés dans le passé pour leurs peaux (portées comme vêtements). La viande d’indri est appréciée comme un produit haut de gamme dans certaines régions et les niveaux actuels de chasse sont insoutenables par le trop faible nombre d'individus restants.
L’indri est présent dans trois parcs nationaux (Mananara-Nord, Mantadia et Zahamena), deux réserves naturelles strictes (Betampona et Zahamena) et cinq réserves spéciales (Ambatovaky, Analamazaotra, Anjanaharibe-Sud, Mangerivola et Marotandrano). On le trouve aussi dans la zone protégée d’Anjozorobe-Angavo et dans les forêts de Makira, qui sont actuellement sous la protection temporaire du gouvernement. Le corridor entre Mantadia et Zahamena a été proposé comme nouveau site de conservation, et la forêt protégée d’Anosibe an'ala devrait être envisagée pour la création d'un nouveau parc ou d’une réserve.
La stratégie de conservation des lémuriens de l'UICN pour la période 2013-2016 décrit les mesures de conservation qui profiteront à l'indri dans sept sites prioritaires : le Parc national Marojejy et la réserve spéciale Anjanaharibe-Sud ; Makira ; le Parc national du Mananara Nord ; le Corridor Ankeniheny-Zahamena ; la Réserve naturelle de Betampona; Anjozorobe-Angavo et Tsinjoarivo.
Un seul indri a vécu plus d'un an en captivité et aucun n'a été élevé avec succès en captivité.